# Broadway
Broadway,  via larga em inglês, é uma avenida da cidade de Nova Iorque, Estados Unidos que atravessa o condado de Manhattan e do Bronx. A Broadway já existia antes do Plano dos Comissários de 1811, e portanto não obedece à malha viária ortogonal característica de Nova Iorque. A Broadway é muito famosa pelos seus teatros que exibem superproduções de musicais, que muitas vezes ficam em cartaz durante vários anos. Atravessa a Times Square e é ponto de referência para 43 teatros que conformam o Circuito Broadway.

## Na cultura popular
A avenida aparece em diversos filmes, com destaque para o filme King Kong, por exibir, principalmente, o Teatro Broadway. Também pode ser vista no filme Independence Day. A avenida também aparece no programa norte-americano Late Show With David Letterman, quando a atração volta do intervalo.

## Galeria

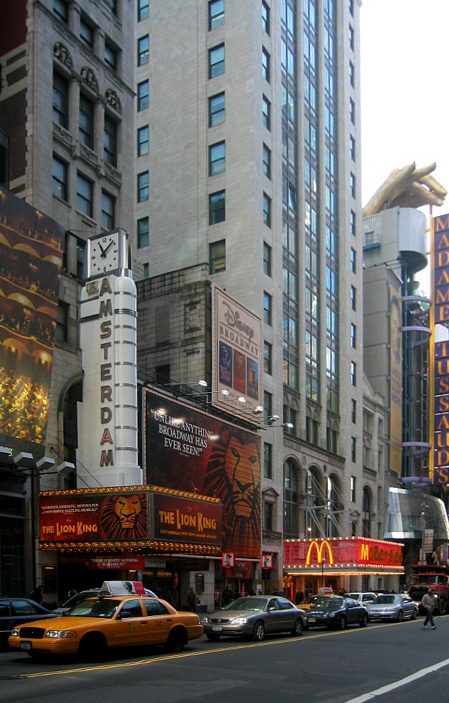
The Lion King na Broadway (performance de 2003,ainda no New Amsterdam Theatre).
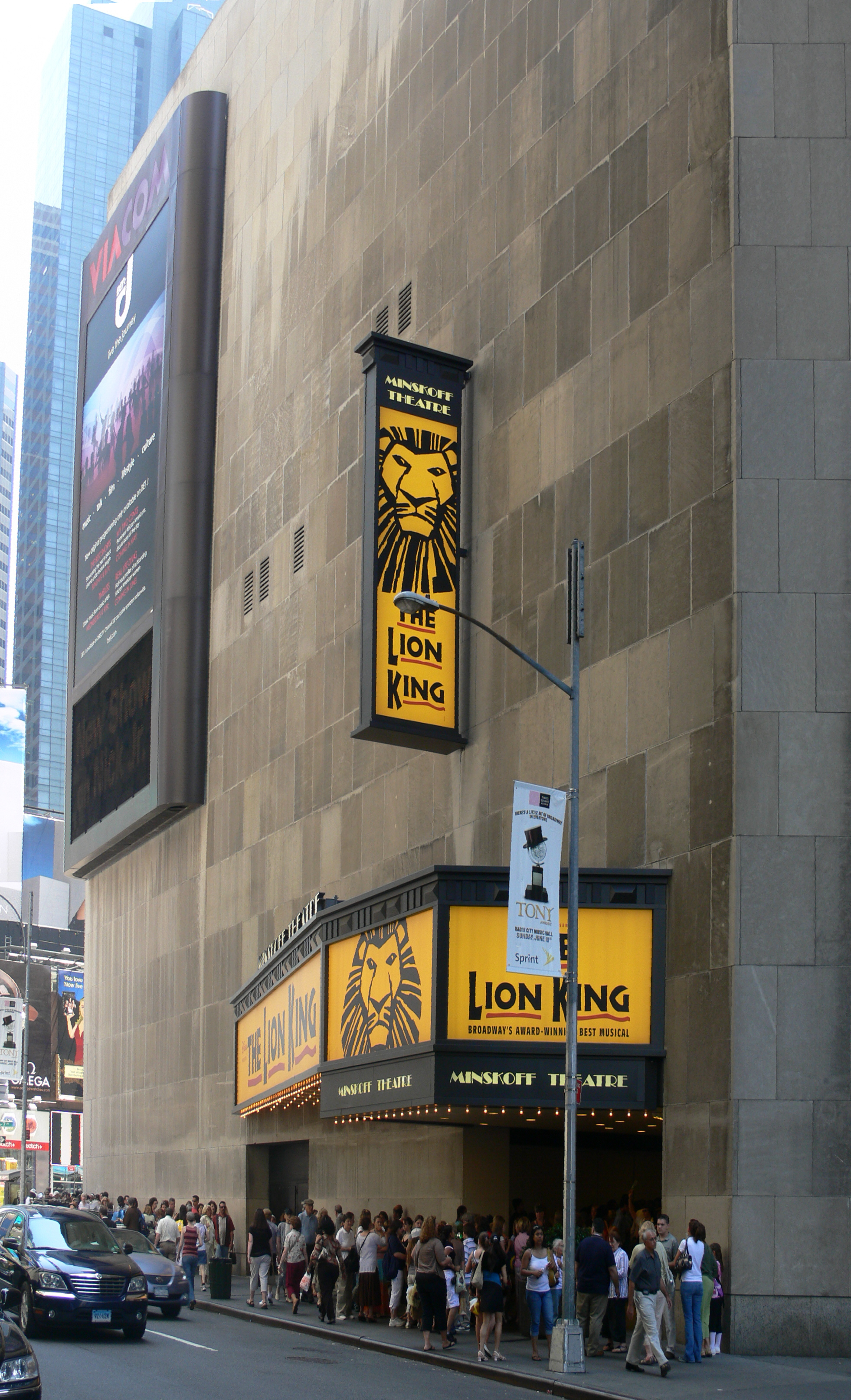
Minskoff Theatre.